# Carlo di Nassau-Usingen
Carlo, Principe di Nassau-Usingen (Bad Homburg vor der Höhe, 31 dicembre 1712 – Biebrich, 21 giugno 1775), fu dal 1718 al 1775 Principe di Nassau-Usingen.

## Famiglia
Carlo era il figlio di Guglielmo Enrico di Nassau-Usingen e della Contessa Carlotta Amalia di Nassau-Dillenburg.
Suo padre morì nel 1718, quando era ancora minore. Sua madre funse da reggente per Carlo e suo fratello minore Guglielmo Enrico II. Nel 1728, ereditò le contee di Nassau-Ottweiler, Nassau-Idstein, e Nassau-Saarbrücken dal cugino di secondo grado Federico Luigi. Queste contee furono poi aggiunte alla sua contea di Nassau-Usingen.
Nel 1734, fu dichiarato adulto dall'Imperatore Carlo VI. Nel 1735, lui e Guglielmo Enrico II divisero la loro eredità. Carlo ricevé Usingen, Idstein, Wiesbaden e Lahr; Guglielmo Enrico II ricevé Nassau-Saarbrücken e alcuni territori più piccoli. Si trasferì poi dalla sua residenza di Usingen nel Taunus al Castello di Biebrich a Biebrich e continuò le politiche progressiste di sua madre.
Carlo morì nel 1775 e fu succeduto da suo figlio Carlo Guglielmo.

## Matrimonio e figli
Il 26 dicembre 1734 Carlo sposò la Duchessa Cristiana Guglielmina di Sassonia-Eisenach (1711 - 1740), una figlia di Giovanni Guglielmo di Sassonia-Eisenach. Dal loro matrimonio nacquero quattro figli:
- Carlo Guglielmo (1735-1803), Principe di Nassau-Usingen
- Cristina (1736-1741)
- Federico Augusto (1738-1816), Principe di Nassau-Usingen (1803-1806) e poi Duca di Nassau (1815-1816)
- Giovanni Adolfo (1740-1793), generale prussiano

Sposò poi, morganaticamente, Magdalene Gross (1714 - 1787). Da questo matrimonio ebbe ulteriori quattro figli:
- Philippine Catherine von Biburg (1744 - 1798), sposò Karl Friedrich Kruse (1738-1806)
- Karl Philipp von Biburg, Graf von Weilnau (1746 - 1789)
- Sophie Christine von Biburg (nata e morta nel 1750)
- Wilhelm Heinrich von Biburg (nato e morto nel 1755)

## Ascendenza
|                                              |                                                        |                                                   | Genitori                                                   |  |  | Nonni |  |  | Bisnonni                                    |  |  | Trisnonni                           |  |
|                                              |                                                        |                                                   |                                                            |  |  |       |  |  | Wilhelm Ludwig, conte di Nassau-Saarbrücken |  |  | Ludwig II, conte di Nassau-Weilburg |  |
|                                              |                                                        |                                                   |                                                            |  |  |       |  |  | Wilhelm Ludwig, conte di Nassau-Saarbrücken |  |  | Ludwig II, conte di Nassau-Weilburg |  |
|                                              |                                                        | Anna Maria von Hessen-Kassel                      |                                                            |  |  |       |  |  | Wilhelm Ludwig, conte di Nassau-Saarbrücken |  |  |                                     |  |
| Walrad, conte di Nassau-Usingen              |                                                        |                                                   |                                                            |  |  |       |  |  | Wilhelm Ludwig, conte di Nassau-Saarbrücken |  |  |                                     |  |
|                                              |                                                        | Anna Amalia von Baden-Durlach                     | Georg Friedrich, margravio di Baden-Durlach                |  |  |       |  |  |                                             |  |  |                                     |  |
|                                              |                                                        | Anna Amalia von Baden-Durlach                     | Georg Friedrich, margravio di Baden-Durlach                |  |  |       |  |  |                                             |  |  |                                     |  |
|                                              |                                                        | Anna Amalia von Baden-Durlach                     | Juliane Ursula zu Salm-Neufville                           |  |  |       |  |  |                                             |  |  |                                     |  |
| Wilhelm Heinrich, principe di Nassau-Usingen |                                                        | Anna Amalia von Baden-Durlach                     |                                                            |  |  |       |  |  |                                             |  |  |                                     |  |
|                                              |                                                        | Eustache II de Croÿ, conte di Roeulx              | Claude de Croÿ, signore di Creseques, Clarques e Rebecques |  |  |       |  |  |                                             |  |  |                                     |  |
|                                              |                                                        | Eustache II de Croÿ, conte di Roeulx              | Claude de Croÿ, signore di Creseques, Clarques e Rebecques |  |  |       |  |  |                                             |  |  |                                     |  |
|                                              |                                                        | Eustache II de Croÿ, conte di Roeulx              | Anne d'Estourmel, signora di Guinegate                     |  |  |       |  |  |                                             |  |  |                                     |  |
| Catherine Françoise de Croÿ-Roeulx           |                                                        | Eustache II de Croÿ, conte di Roeulx              |                                                            |  |  |       |  |  |                                             |  |  |                                     |  |
|                                              |                                                        | Theodora Gertrud Maria Kettler, baronessa di Lage | Wilhelm Kettler, signore di Lage                           |  |  |       |  |  |                                             |  |  |                                     |  |
|                                              |                                                        | Theodora Gertrud Maria Kettler, baronessa di Lage | Wilhelm Kettler, signore di Lage                           |  |  |       |  |  |                                             |  |  |                                     |  |
|                                              |                                                        | Theodora Gertrud Maria Kettler, baronessa di Lage | Elisabeth van Bronckhorst-Batenburg                        |  |  |       |  |  |                                             |  |  |                                     |  |
| Karl, principe di Nassau-Usingen             |                                                        | Theodora Gertrud Maria Kettler, baronessa di Lage |                                                            |  |  |       |  |  |                                             |  |  |                                     |  |
|                                              | Georg Ludwig, principe ereditario di Nassau-Dillenburg | Ludwig Heinrich, principe di Nassau-Dillenburg    |                                                            |  |  |       |  |  |                                             |  |  |                                     |  |
|                                              | Georg Ludwig, principe ereditario di Nassau-Dillenburg | Ludwig Heinrich, principe di Nassau-Dillenburg    |                                                            |  |  |       |  |  |                                             |  |  |                                     |  |
|                                              | Georg Ludwig, principe ereditario di Nassau-Dillenburg | Katharina von Sayn-Wittgenstein                   |                                                            |  |  |       |  |  |                                             |  |  |                                     |  |
| Heinrich, principe di Nassau-Dillenburg      | Georg Ludwig, principe ereditario di Nassau-Dillenburg |                                                   |                                                            |  |  |       |  |  |                                             |  |  |                                     |  |
|                                              |                                                        | Anna Auguste von Braunschweig-Wolfenbüttel        | Heinrich Julius, duca di Brunswick e Lüneburg              |  |  |       |  |  |                                             |  |  |                                     |  |
|                                              |                                                        | Anna Auguste von Braunschweig-Wolfenbüttel        | Heinrich Julius, duca di Brunswick e Lüneburg              |  |  |       |  |  |                                             |  |  |                                     |  |
|                                              |                                                        | Anna Auguste von Braunschweig-Wolfenbüttel        | Elisabeth af Danmark                                       |  |  |       |  |  |                                             |  |  |                                     |  |
| Charlotta Amalia von Nassau-Dillenburg       |                                                        | Anna Auguste von Braunschweig-Wolfenbüttel        |                                                            |  |  |       |  |  |                                             |  |  |                                     |  |
|                                              |                                                        | Jerzy III, principe di Brieg                      | Jan Chrystian, duca di Brieg                               |  |  |       |  |  |                                             |  |  |                                     |  |
|                                              |                                                        | Jerzy III, principe di Brieg                      | Jan Chrystian, duca di Brieg                               |  |  |       |  |  |                                             |  |  |                                     |  |
|                                              |                                                        | Jerzy III, principe di Brieg                      | Dorothea Sibylle von Brandenburg                           |  |  |       |  |  |                                             |  |  |                                     |  |
| Dorota Elżbieta Brzeskia                     |                                                        | Jerzy III, principe di Brieg                      |                                                            |  |  |       |  |  |                                             |  |  |                                     |  |
|                                              |                                                        | Sophie Katharina von Münsterberg-Oels             | Karl II, conte di Münsterberg-Oels                         |  |  |       |  |  |                                             |  |  |                                     |  |
|                                              |                                                        | Sophie Katharina von Münsterberg-Oels             | Karl II, conte di Münsterberg-Oels                         |  |  |       |  |  |                                             |  |  |                                     |  |
|                                              |                                                        | Sophie Katharina von Münsterberg-Oels             | Elżbieta Magdalena Brzeskia                                |  |  |       |  |  |                                             |  |  |                                     |  |
|                                              |                                                        | Sophie Katharina von Münsterberg-Oels             |                                                            |  |  |       |  |  |                                             |  |  |                                     |  |